# Haskell Curry
Haskell Brooks Curry (Millis, 12 de setembro de 1900 – State College, 1 de setembro de 1982) foi um matemático estadunidense.
Conhecido por seu trabalho na lógica combinatória, continuando o conceito inicial de Moses Schönfinkel.

## Biografia
Curry nasceu em Millis, filho de Samuel Silas Curry e de Anna Baright Curry. Entrou na Universidade de Harvard em 1916, para estudar medicina, mas decidiu estudar matemática antes de se formar em 1920. Depois de dois anos de trabalho em engenharia elétrica no Instituto de Tecnologia de Massachusetts, retornou a Harvard para estudar física, recebendo o MA em 1924.
Seu interesse por lógica matemática começou durante esse período, quando ele conheceu Principia Mathematica, de Alfred North Whitehead e Bertrand Russell. Ainda em Harvard, Curry começou um Ph.D. em matemática. Enquanto dirigido por George Birkhoff para trabalhar em equações diferenciais, seu interesse continuava na lógica. Em 1927, enquanto era instrutor na Universidade de Princeton, se mudou para a Universidade de Göttingen, onde pôde trabalhar com Heinrich Behmann e Paul Bernays. Curry foi supervisionado por David Hilbert e trabalhou com Bernays, recebendo um Ph.D. em 1930 com uma obra sobre lógica combinatória.
Ainda em 1928, Curry se casou com Mary Virginia Wheatley. O casal viveu na Alemanha enquanto Curry completava sua dissertação, e se mudou para State College, onde Curry aceitou um cargo em Penn State. Tiveram dois filhos, Anne Wright Curry (27 de julho de 1930) e Robert Wheatley Curry (6 de julho de 1934). Curry ficou um ano na Universidade de Chicago entre 1931 e 1932 e um ano no Instituto de Estudos Avançados de Princeton, entre 1938 e 1939. Em 1942 ele trabalhou com matemática aplicada ao governo dos Estados Unidos, durante a Segunda Guerra Mundial. Após a guerra, trabalhou no projeto ENIAC, entre 1945 e 1946. Após se aposentar de Penn State em 1966, Curry aceitou uma posição na Universidade de Amsterdão. Em 1970, após terminar o segundo volume de seu tratado sobre lógica combinatória, aposentou-se da Universidade de Amsterdão e retornou a State College.
Em State College permaneceu até morrer em 1 de setembro de 1982.

## Publicações selecionadas
- 1930 - Grundlagen der kombinatorischen Logik. American Journal of Mathematics
- 1951 - Outlines of a formalist philosophy of mathematics. North Holland.
- 1958 - (com Robert Feys) Combinatory Logic I. North Holland.
- 1972 - (com J. R. Hindley, J. P. Seldin) Combinatory Logic II. North-Holland, 1972.
- 1979 - Foundations of Mathematical Logic. Dover.